# 피에르 롱바르

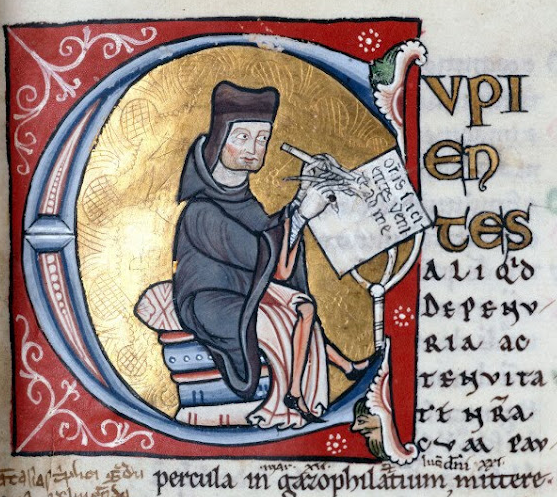
저술하는 피에르 롱바르

피에르 롱바르(프랑스어: Pierre Lombard, 1096년경 - 1160년 7월 21일 또는 22일) 또는 페트루스 롬바르두스(Petrus Lombardus) 국내에서 피터 롬바르드로 알려진 그는 스콜라 신학자이자 파리의 주교이며 중세 기독교 신학의 표준서가 되는 《네 권으로 된 명제들, 명제집》(Libri Quattuor Sententiarum)을 쓴 저자이다.

## 약력

### 유년 생활
피터 롱바르트는 이탈리아 북서부 루멜로노에서 가난한 집안의 아들로 태어났다. 그의 태어난 년도는 1095년에서 1100년경 사이였을 것으로 추정된다. 그는 아마도 이탈리아의 노바라와 루카의 주교좌 성당 부속 학교에서 학업을 시작했을 것으로 추정된다. 후원자인 루카의 주교 오도에게서 클레르보의 베르나르도에게 추천된 그는 이탈리아를 떠나 랭스와 파리에서 공부를 계속했다. 피에르 롱바르는 처음에는 랭스 대성당 부속 학교에서 공부하다가 1134년 파리에 가서 베르나르도의 추천을 받아 생빅토르 성당의 의전참사회원이 되었다.

### 교수
파리의 노트르담 대성당 학교에서 10년 동안 학생들을 가르치면서 그는 당시 선구적인 신학자들로 손꼽히던 피에르 아벨라르와 생빅토르의 위그를 만났다. 그가 저술가 겸 교사로 인정받은 1142년까지 파리에서 그의 행적에 대해서는 거의 알려져 있지 않다. 1145년경 피에르는 노트르담 대성당 학교에 정식 교수로 등용되었다. 피에르가 교사로서 수입을 얻기 전까지 의전참사회원으로서 보수를 받았는지 여부에 대해서는 불확실하다.
롱바르의 학습법은 사람들에게 급속도로 인정받았으며, 그 때문에 노트르담 대성당의 의전참사회원들은 그에게 노트르담 대성당의 의전참사회에 들어올 것을 종용하기도 했다. 당시에 이는 굉장히 이례적인 일이었데, 왜냐하면 노트르담 대성당의 의전참사회에는 한 사람도 빠짐없이 전부 카페 왕조의 일족이었기 때문이다. 이들은 혈통이나 혼인관계를 통해 카페 왕조와 밀접한 관계에 있는 집안의 친척이거나 일드 프랑스나 루아르 강 동부 유역에 기반을 둔 귀족의 후예들 또는 왕실 관료들의 일가 친척이었다. 반면에 롱바르는 왕족이나 귀족도 아니었고, 혈통적으로나 정치적으로나 교회 내에서도 그를 뒷받침해줄 후원자가 전혀 없었다. 따라서 롱바르는 순전히 학문적 능력을 인정받아 의전참사회에 들어올 것을 종용받은 것으로 보인다.

### 사제품과 주교품
1147년 피에르는 차부제로 서품받았다. 아마도 그는 1147년 파리에서 소집된 추기경회의에 참석했을 것으로 보이며, 질베르 드 라 포레 등을 조사하기 위해 교황 에우제니오 3세가 소집한 랭스 시노드에는 분명히 참석하였다. 피에르는 질베르의 주장을 단죄하는 법령에 서명한 사람들 중의 한 사람이다. 1150년 이후 어느 시점에 그는 부제로 서품받았고, 1152년 초엽에는 수석부제가 되었던 것으로 보인다. 그는 1156년이 오기 전에 사제 서품을 받았다. 1159년 7월 29일 성 베드로와 성 바오로 대축일에 그는 파리의 주교로 성성되었다.
교구장으로서 피에르의 임기는 짧았다. 그는 1160년 7월 21일 또는 22일에 선종하였다. 그의 후임 교구장은 노트르담 대성당을 지은 모리스 드 쉴리가 되었다. 그의 무덤은 파리의 생미셸 성당에 조성되었으나 프랑스 혁명 때 파괴되었다. 현재는 비문만 남아 있다.

## 저술

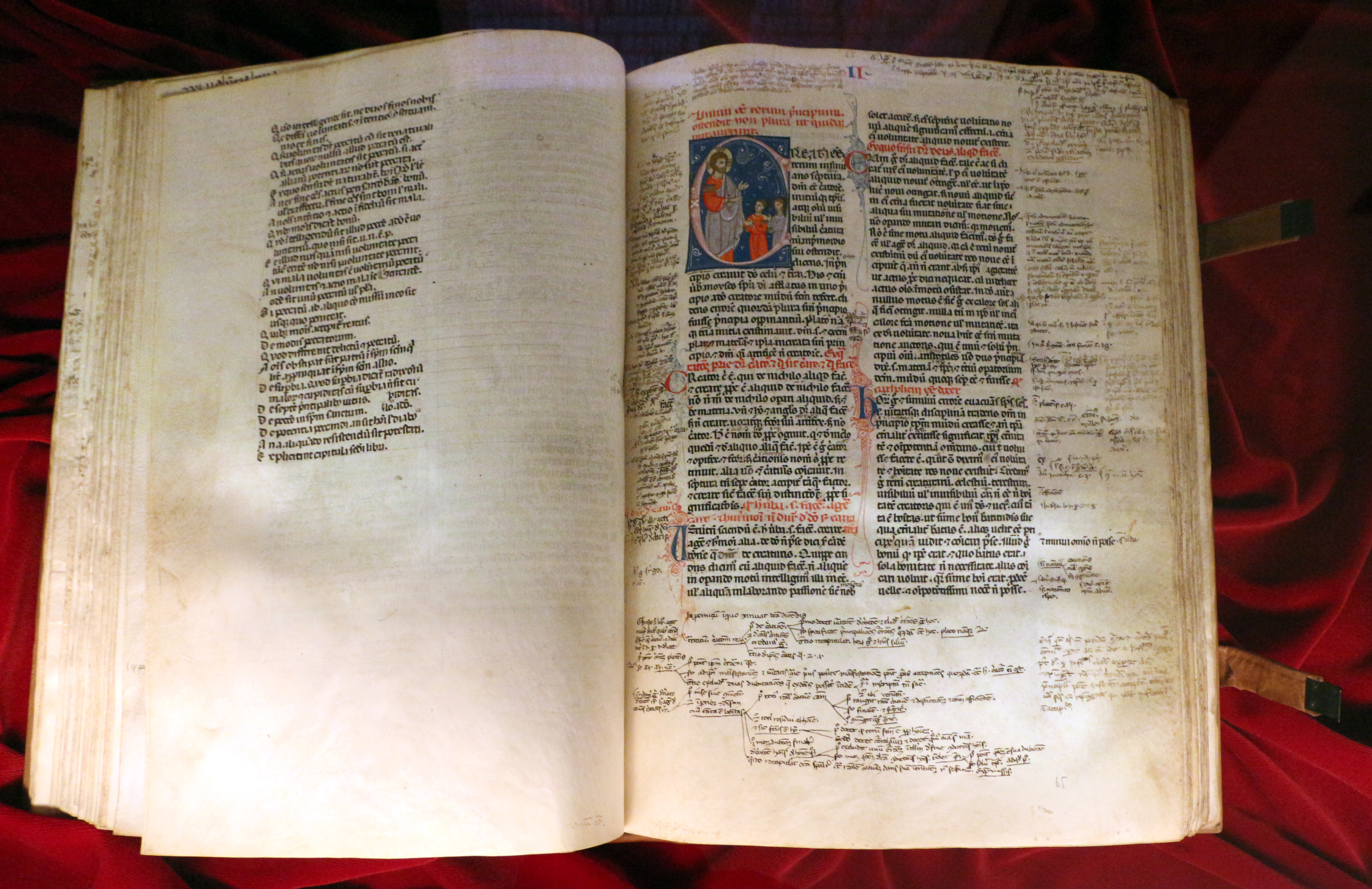
피렌체 메디체아 라우렌치아나 도서관에 소장된 1280년경 간행된 《명제들》

피에르 롱바르는 시편과 바오로 서간에 대한 주석집을 집필했다. 그렇지만 무엇보다도 그가 남긴 가장 유명한 저서는 중세 대학교 강단에서 표준 신학 교과서로 채택된 《네 권으로 된 명제들, 명제집》(Libri Quattuor Sententiarum)이다. 1220년대부터 16세기까지 성경을 제외하고 이 책만큼 많은 사람이 찾은 기독교 문헌이 없었다. 알베르투스 마그누스와 토마스 아퀴나스를 비롯해 오컴의 윌리엄과 가브리엘 비엘 등 중세의 모든 주요 사상가들이 이 책의 영향을 받았다. 심지어 젊은 시절의 마르틴 루터도 이 책에 대한 해설을 달았으며, 장 칼뱅도 자신의 기독교 강요에서 100회 이상 이 책을 인용했다.

## 신학
그는 구약의 성도와 신약의 그리스도인들이 구원의 방법이 다르다고 주장하였다. 특히, 구약의 남성들은 할례로 의롭게 되고, 여성들은 믿음과 선행을 통하여 의롭다 칭한다고 주장하였다.

### 성례
장 칼뱅은 그의 강요 4권 14장 성례에 관하여 서술하면서, 피에르 롱바르가 성례를 의와 구원의 원인들로 만들었다고 반박하였다. 칼뱅은 성례에 대하여 의와 구원의 일부에 지나지 않다고 주장하였다.

## 참고문헌
이은선, 피터 롬바르드의 신론